# SAWI Academy for Marketing and Communication
Die SAWI Academy for Marketing and Communication SA (kurz SAWI) ist eine private Schweizer Bildungseinrichtung, die sich auf Aus- und Weiterbildung in den Bereichen Marketing, Werbung, Verkauf und Kommunikation spezialisiert hat. Seit 1969 (bis 2015 unter dem Namen SAWI Schweizerisches Ausbildungszentrum für Marketing, Werbung und Kommunikation) bietet sie Kurse mit Attest-, Zertifikats-, eidgenössischen Fachausweis- und Bachelor-Abschlüssen an. Die sprachspezifischen Ausbildungen und Kurse an den Standorten in Zürich und Lausanne unterscheiden sich hinsichtlich Angebot und Abschlüsse.

## Geschichte
Das SAWI als Akronym für Schweizerische Ausbildungszentrum für Werbung und Information wurde 1969 als Verein an der Ernst-Schüler-Strasse in Biel/Bienne gegründet. Das Ziel war es in einer Zeit, in der die Werbe- und Marketingbranche einen zunehmenden Professionalisierungsbedarf erlebte, eine standardisierte und praxisorientierte Ausbildung in der Werbebranche anzubieten.
Die Trägerschaft des Vereins setzte sich aus den führenden Verbänden und Vereinigungen der Schweizer Kommunikationsbranche zusammen. Dazu zählten Berufsorganisationen, Unternehmen, Werbeagenturen und Zeitungsverleger. Viele von ihnen waren entweder Mitglieder des Vereins, Sponsoren oder Kooperationspartner.
Das Kursangebot nahm über die Jahre hinweg stetig zu. Das führte auch dazu, dass der Namen in SAWI Schweizerisches Ausbildungszentrum für Marketing, Werbung und Kommunikation (französisch SAWI Centre suisse d´enseignement du marketing, de la publicité et de la communication) geändert wurde.
Hauptsächlicher Kursort war Biel/Bienne. Verschiedene Kurse fanden jedoch auch in Basel, Genf, Lausanne und Zürich satt. Im Jahr 2007 verlegte das SAWI seinen Hauptstandort von Biel nach Dübendorf.
Eine weitreichende Kooperation wurde 2014 mit der KV Zürich Business School vereinbart. Fortan wurden die Lehrgänge Marketingkommunikation (MarKom), Marketing- und Verkaufsfachleute sowie Marketing- und Verkaufsleiter/-innen am Standort Zürich angeboten.
2015 wurde der Verein aufgelöst und in eine Aktiengesellschaft als SAWI Academy for Marketing and Communication AG in Biel/Bienne überführt. 2019 wurde der Standort Biel vollständig aufgegeben und der Sitz der Organisation offiziell nach Lausanne verlegt.

## Bildungsangebot
In der Deutschschweiz werden für Privatpersonen Kurse und Ausbildungen im Bereich Marketing, Kommunikation, Verkauf, Leadership und Online (Digital) angeboten.
Eine Übersicht über die Kursarten:
- Ausbildungen mit eidg. Abschluss: Kommunikationsfachleute, Digital Project Manager (WPM)
- Zertifikatslehrgänge, z. B. Digital Marketing Management
- Grundlagenkurse, z. B. Social Media und Influencer Marketing

In der französischen Schweiz ist das Kursangebot erheblich grösser und umfasst die Bachelor in Digital Marketing Management oder Marketing de Luxe.
Für Firmen entwickelt das SAWI massgeschneiderte Weiterbildungskonzepte unter anderem in folgenden Bereichen
- Digitales Marketing
- Social Media Management
- Sales Key Account Management
- Social Media Management
- Public Speaking
- Design Thinking